# 金山当归
金山当归（学名：Angelica valida）为伞形科当归属的植物。分布于中国大陆的四川等地，一般生于阴湿山坡草丛和石缝中，目前尚未由人工引种栽培。

## 别名
乌独活、岩当归、防风草（南川）、叉风、尖头叉风（重庆武隆）